# المستقبل في نظم الملاحة بالأقمار الاصطناعية

دوران الأقمار الصناعية

المستقبل في نظام الملاحة والحديث هنا عن استقبال الإشارات من الأقمار الصناعية كإشارات نظام ال GPS الأمريكي أو نظام غلوناس الروسي، يتكون من ثلاثة وحدات رئيسية:
- الواجهة الأمامية
- معالج الإشارات
- معالج معلومات الملاحة.[1]

## الواجهة الأمامية

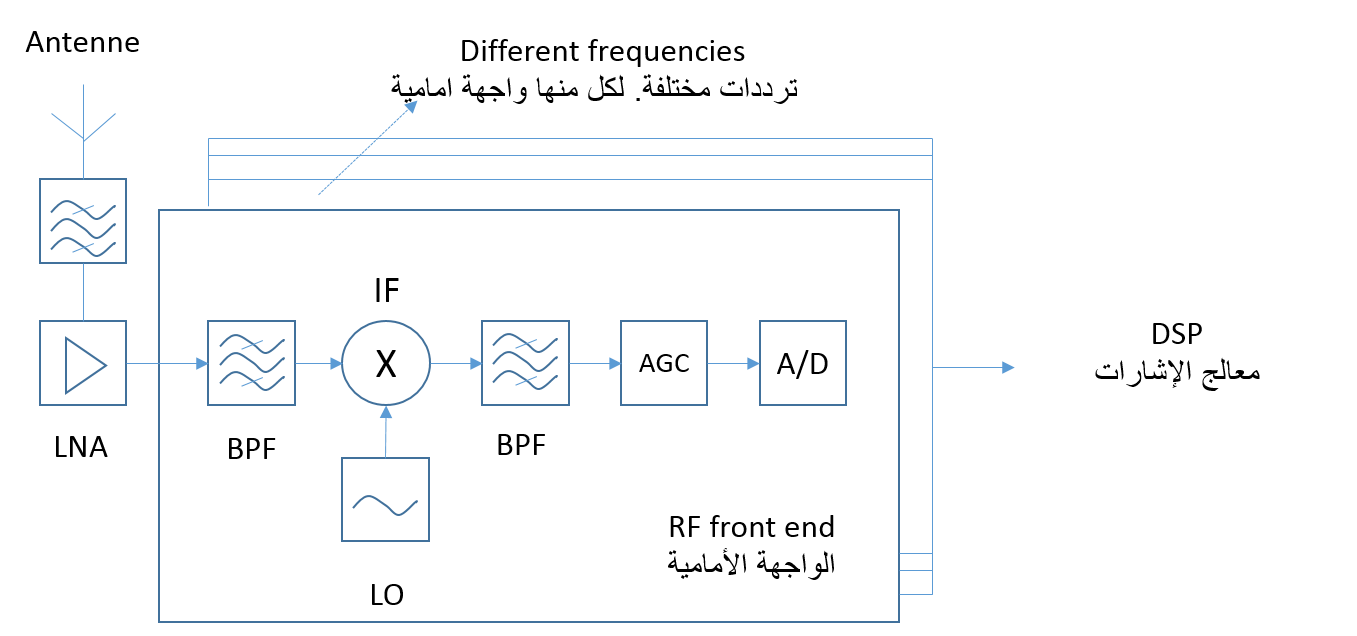
الواجهة الأمامية: القسم الأول في مستقبل الملاحة

بالإنجليزية (HF Front End) هو الجزء الصلب (hardware) من المستقبل ومربوط بشكل مباشر باللاقط (الهوائي) الذي يتلقى إشارات القمر الصناعي.
عندما يتم لقط الإشارة عن طريق الهوائي فإن أول شيء يتم فعله هو ترشيح الإشارة عن طريق استخدام مرشح تمرير النطاق (بالإنجليزية:BPF-Band Pass Filter) وكون الإشارة الواصلة من القمر الصناعي الذي يبعد تقريبا 20000 كم عن سطح الأرض ضعيفة ومعدل نقل البيانات قليل جداً (30 bit في الثانية) فلا بد من تقوية الإشارة بعدها ترشيحها مما علق بها من عوامل غير مرغوب فيها وتقويتها باستخدام مقوي إشارات (بالإنجليزية: LNA-Low Noise Amplifier) حتى يتمكن المستقبل من الاستفادة من المعلومات المرسلة (عن مواقع الأقمار الصناعية وعن الوقت الذي تم فيه الإرسال وغير ذلك من المعلومات الإضافية) ويقوم بناءً على ذلك بتحديد موقعة بالسرعة الضرورية.

## معالج الإشارات
بالإنجليزية (Signal Processor) ووظيفته حساب المسافة الأولية (Pseudo Ranges) بين المستقبل والقمر الصناعي عن طريق حساب الكود (PN-Code) وزاوية حامل الإشارة (Carrier Phase)، هذه المعلومات تعتبر المدخل للرررررير من المستقبل.
كل أجهزة الاستقبال يكون قد خزن فيها الكود الذي ترسله الأقمار الصناعية ولكن المهم هو إيجاده في الإشارة الضعيفة (قبل التقوية) المستقبلة وعمل تطابق في الإستقبال.
يحتوي المعالج على ثلاث بيانات (pn-codes):
- متقدم:early
- حالي:prompt
- متأخر:late

خلال البحث (acquisition)يتم عمل ترابط تلقائي بين الإشارات الثلاثة المخزنة والإشارة المتلقطة عن طريق مقارنة البيات مع بعضها البعض.القيمة القصوى لاقتران الترابط التلقائي تكون عندما يتم التطابق (auto correlation) وتكون عند الجزء ال«حالي» من البيانات.
بعد إيجاد الإشارة وهذه هي المهمة الأصعب، لا بد من القيام بتتبعها (Tracking) باستمرار.

## معالج معلومات الملاحة
بالإنجليزية (Navigation Processor) وفيه يتم حساب المكان (الذي يتواجد فيه المستقبل)، السرعة والزمن.
بإمكان المعالج تزويد معالج الإشارة أيضا بمعلومات تساعده على الحساب في فترة أقصر.